# Mittitjärnen (Frostvikens socken, Jämtland)
Mittitjärnen är en sjö i Strömsunds kommun i Jämtland och ingår i Ångermanälvens huvudavrinningsområde. Sjön har en area på 0,0405 kvadratkilometer och ligger 471,2 meter över havet.

## Delavrinningsområde
Mittitjärnen ingår i det delavrinningsområde (720091-142038) som SMHI kallar för Utloppet av Västertjärnen. Medelhöjden är 608 meter över havet och ytan är 6,62 kvadratkilometer. Det finns inga avrinningsområden uppströms utan avrinningsområdet är högsta punkten. Vattendraget som avvattnar avrinningsområdet har biflödesordning 4, vilket innebär att vattnet flödar genom totalt 4 vattendrag innan det når havet efter 371 kilometer. Avrinningsområdet består mestadels av skog (87 procent) och kalfjäll (11 procent). Avrinningsområdet har 0,14 kvadratkilometer vattenytor vilket ger det en sjöprocent på 2,1 procent.